# 5816 Potsdam
Az 5816 Potsdam (ideiglenes jelöléssel 1989 AO6) a Naprendszer kisbolygóövében található aszteroida. Freimut Börngen fedezte fel 1989. január 11-én.